# Aarón Herrera
Aarón Joseph Herrera (Las Cruces, 6 de junio de 1997) es un futbolista estadounidense-guatemalteco que se desempeña como lateral derecho en el D.C. United en la Major League Soccer. Es internacional con la selección de fútbol de Guatemala desde el 15 de junio de 2023. Anteriormente fue internacional con la Selección de fútbol de los Estados Unidos en categorías menores y absoluta en el 1 de febrero de 2021.

## Trayectoria
Herrera nació en Las Cruces, Nuevo México de padre guatemalteco y madre estadounidense. Jugó tres años de fútbol universitario en la Universidad de Nuevo México entre 2015 y 2017, anotando 7 goles y sumando 8 asistencias en 54 apariciones. Herrera también jugó con el FC Tucson de la Premier Development League en 2016 y 2017.
El 15 de diciembre de 2017, Herrera firmó como jugador local para el Real Salt Lake de la Major League Soccer.
El 12 de diciembre de 2023 Aaron Herrera firmó por el club D.C. United, fue adquirido del CF Montréal a cambio del defensa Ruan Gregório Teixeira y $500,000 dólares.

## Carrera internacional
A nivel internacional, jugó en la selección sub-20 de los Estados Unidos. Posteriormente fue incluido en la lista final de 20 jugadores para la sub-23 de Estados Unidos en el Preolímpico de Concacaf de 2020 en marzo de 2021.
En junio de 2023, Herrera fue incluido en el equipo preliminar de Guatemala antes de la Copa de Oro de la Concacaf 2023. Hace su debut oficial en Guatemala el 15 de junio de 2023 en un partido amistoso contra Costa Rica.

## Clubes
| Club           | País           | Año         |
| -------------- | -------------- | ----------- |
| FC Tucson      | Estados Unidos | 2016 - 2017 |
| Real Monarchs  | Estados Unidos | 2018        |
| Real Salt Lake | Estados Unidos | 2018 - 2023 |
| CF Montréal    | Canadá         | 2023        |
| D.C United     | Estados Unidos | 2023 - act. |